# Catonetria caeca
Catonetria caeca là một loài nhện trong họ Linyphiidae.
Loài này thuộc chi Catonetria. Catonetria caeca được Alfred Frank Millidge & Ashmole miêu tả năm 1994.